# Бані (Домініканська Республіка)
Бані (ісп. Baní) — місто й муніципалітет у Домініканській Республіці, адміністративний центр провінції Перавія.

## Географія
Муніципалітет межує на півночі з провінцією Сан-Хосе-де-Окоа, на сході — з муніципалітетом Сан-Кристобаль (провінція Сан-Кристобаль), на заході — з провінцією Асуа, на півдні омивається водами Карибського моря. Місто Бані розташовано за 65 км від столиці країни Санто-Домінго. Муніципалітет Бані поділяється на 7 муніципальних районів: Вілья-Сомбреро, Вілья-Фундасьйон, Каталіна, Пайя, Сабана-Буей, Ель-Каррітон та Ель-Лімональ.

## Історія
Назва Бані походить з мови народів таїно й перекладається як багато води. Так звали одного з впливових вождів таїно у провінції Магуана, імовірно він був одним з найближчих союзників Каонабо. Утім жодного поселення у тій місцевості не було до 1764 року, доки група місцевих жителів з метою своєї безпеки не зібрались разом, щоб мати досить велику за площею землю для створення власного селища в долині Бані.
Покровителем міста вважається «Нуестра-Сеньйора-де-Рейла» (ісп. Nuestra Señora de Regla), чиє свято відзначається 21 листопада.

## Відомі уродженці
- Максімо Гомес (1836–1905) — один з керівників національно-визвольної боротьби кубинського народу
- Мануель де Релья Мота - п'ятий президент Домініканської Республіки